# Památník horníkům hrdinům z národněosvobozeneckého boje

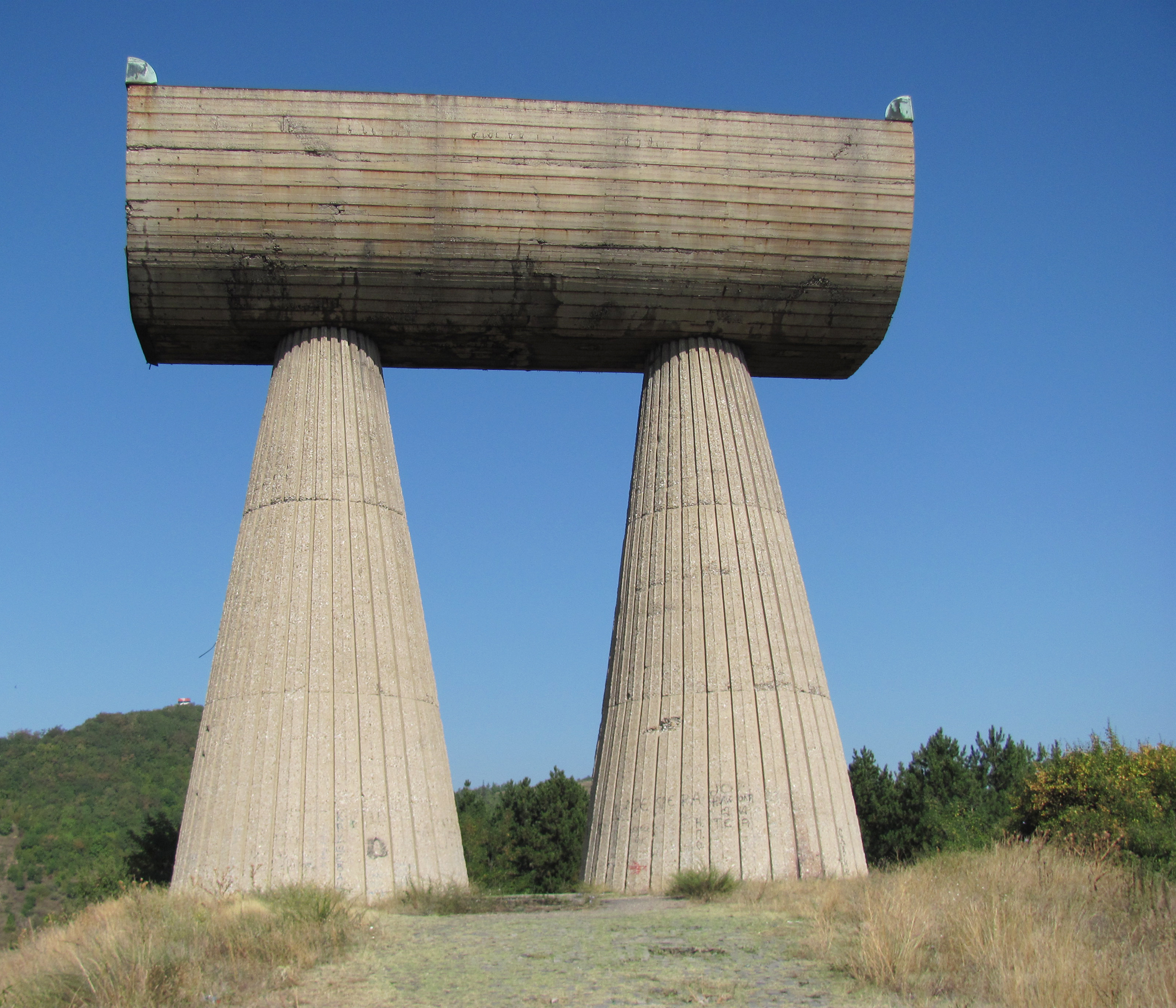
Památník v roce 2011.

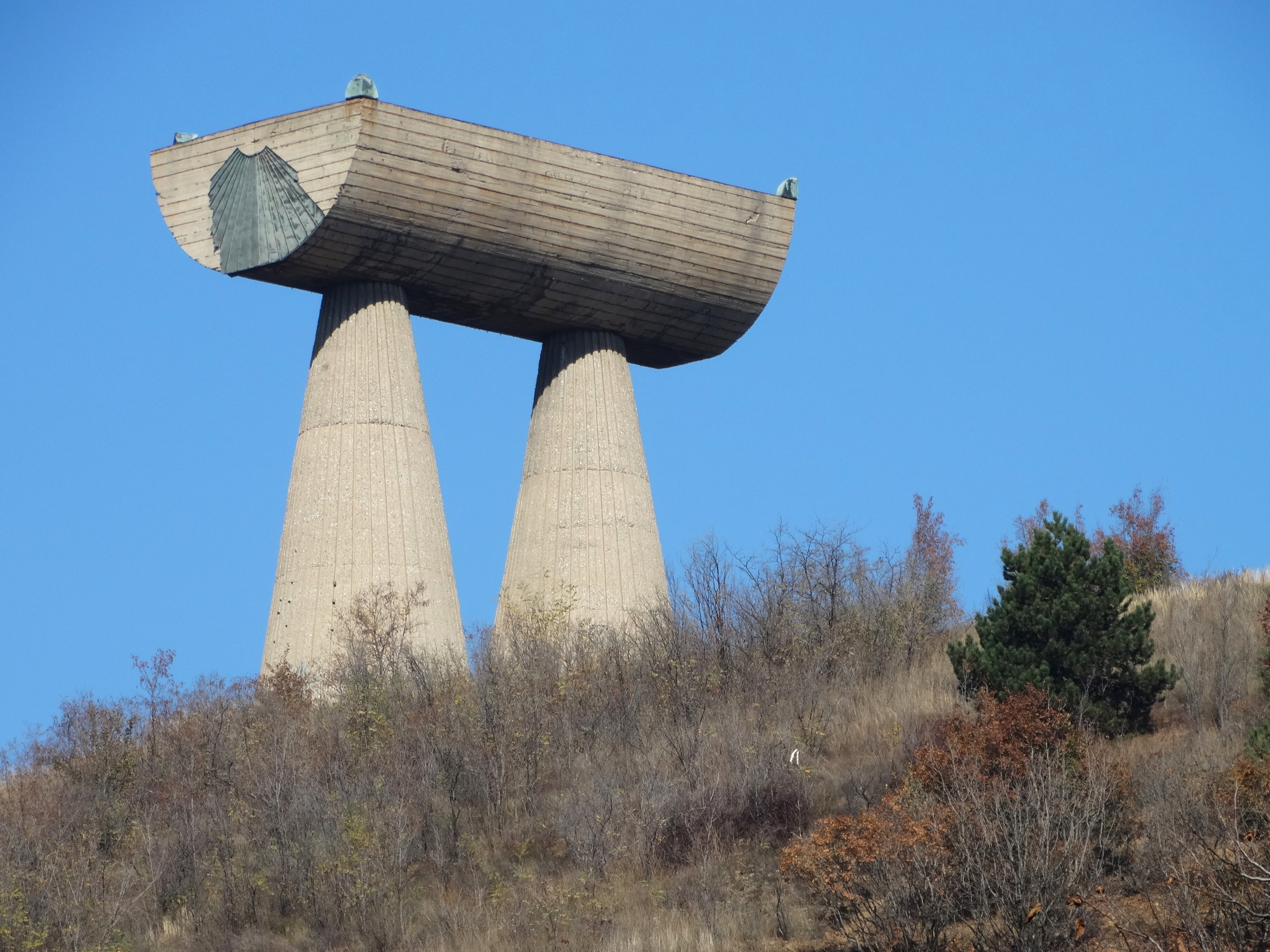
Boční pohled

Památník horníkům hrdinům z národněosvobozeneckého boje (srbsky v cyrilici Споменик рударима јунацима из Народноослободилачке борбе, v latince Spomenik rudarima junacima iz Narodnooslobodilačke borbe, albánsky Përmendorja i minatorëve dhe heronjve nga lufta nacional-çlirimtare) se nachází v Severní Mitrovici na severu Kosova.
Památník byl vybudován v brutalistickém stylu v roce 1973 v parku na kopci nad tehdejším městem Kosovska Mitrovica, od 2013 částí obce Severní Mitrovica. V době svého vzniku byl také znám jako památník srbským a albánským partyzánům. Byl vybudován na jejich počest v období socialistické Jugoslávie, která rozvíjela kult partyzánského hnutí. Památník vznikl podle návrhu architekta Bogdana Bogdanoviće. 
První myšlenka na vybudování památníku partyzánům z Kosova se objevila v roce 1959, na den 20. výročí velké stávky v dole Trepča. Právě pracovníci tohoto kombinátu a horníci ze severu Kosova zde zformovali tzv. Hornickou partyzánskou četu, která na severu dnešního Kosova vedla boje proti okupačním vojskům. 
Památník je vysoký 19 metrů. Tvoří jej tři prvky: Dva zužující se kuželové sloupy a struktura připomínající svým tvarem koryto. V minulosti byly boční stěny památníku obloženy mědí a dekorativními prvky, které se do dnešních dob nedochovaly. Sloupy mají představovat dvě národnosti žijící v Kosovu a vrchní prvek poté představuje jejich jednotu v protifašistickém boji. Pod památníkem se nachází několik pamětních desek a kenotaf připomínající válečné oběti v srbštině i albánštině. 
Památník není zákonem chráněnou památkou podle kosovských zákonů, nicméně není na rozdíl od jiných staveb z dob existence socialistické Jugoslávie vážněji poškozen.